# Vardan Agadžanjan
Vardan Agadžanjan (* 21. března 1971 Jerevan) je bývalý sovětský a arménský zápasník – klasik, který od roku 1993 reprezentoval Řecko.

## Sportovní kariéra
Zápasení se věnoval od 9 let. Specializoval se na řecko-římský styl. Po rozpadu Sovětského svazu v roce 1991 přijal nabídku reprezentovat Řecko. V roce 1996 startoval na olympijských hrách v Atlantě, kde prohrál ve třetím kole s jižním Korejcem Sim Kwon-hoem 1:4 na technické body.
Od roku 1997 Mezinárodní zápasnická federace zrušila jeho váhovou kategorii do 48 kg. V nové váze do 54 kg se na mezinárodní úrovni neprosazoval.

## Výsledky
| Turnaj             | Sovětský svaz | Sovětský svaz | Sovětský svaz | Sovětský svaz |      |      | Řecko | Řecko | Řecko |
| Turnaj             | 1988          | 1989          | 1990          | 1991          | 1992 | 1993 | 1994  | 1995  | 1996  |
| Turnaj             | 17            | 18            | 19            | 20            | 21   | 22   | 23    | 24    | 25    |
| Turnaj             | -52           |               |               |               |      |      | -48   | -48   | -48   |
| ------------------ | ------------- | ------------- | ------------- | ------------- | ---- | ---- | ----- | ----- | ----- |
| Olympijské hry     | —             |               |               |               | —    |      |       |       | úč.   |
| Mistrovství světa  |               | —             | —             | —             |      | ?    | —     | —     |       |
| Mistrovství Evropy | —             | —             | —             | —             | —    | ?    | 3.    | 1.    | 2.    |
| MS juniorů         | 1.            |               |               |               |      |      |       |       |       |